# Osvaldo José Martins Júnior
Osvaldo José Martins Júnior (nacido el 7 de julio de 1982) es un exfutbolista brasileño que se desempeñaba como centrocampista.
Jugó para clubes como el Shimizu S-Pulse, Ventforet Kofu, Sagan Tosu, Marília, FK Khazar Lankaran, FK Baku, Comercial y Käpäz Ganja PFK.

## Trayectoria

### Clubes
| Club               | País       | Año         |
| ------------------ | ---------- | ----------- |
| Shimizu S-Pulse    | Japón      | 2002        |
| Ventforet Kofu     | Japón      | 2003        |
| Sagan Tosu         | Japón      | 2003        |
| Marília            | Brasil     | 2004 - 2006 |
| Brasilis           | Brasil     | 2007        |
| FK Khazar Lankaran | Azerbaiyán | 2007 - 2011 |
| FK Baku            | Azerbaiyán | 2011 - 2012 |
| Ferroviária        | Brasil     | 2012        |
| Marília            | Brasil     | 2012        |
| Votuporanguense    | Brasil     | 2013        |
| Araxá              | Brasil     | 2013        |
| Votuporanguense    | Brasil     | 2014        |
| Comercial          | Brasil     | 2015        |
| Käpäz Ganja PFK    | Azerbaiyán | 2015 - 2016 |
| ReinMeer Aomori    | Japón      | 2017 -      |